# Nicklas Mouritsen
Nicklas Mouritz Mouritsen (født 15. marts 1995 i Danmark) er en dansk fodboldspiller, der pt. spiller i Odense Boldklub. 

## Klubkarriere

### B.93
Som ynglingespiller spillede Mouritsen i B.93. Mouritsen var en af de helt store talenter i B.93, og spillede 10 kampe i 2. division for senior holdet, hvor han debuterede som blot 16-årig.

### FC Nordsjælland
I 2012 skiftede unge Mouritsen til FCN. Her skulle han starte med at spille på klubbens U19 hold.
I sommeren 2014 blev Mouritsen rykket op på seniortruppen. Inden han blev rykket op, havde Mouritsen allerede siddet på bænken i 3 ligakampe, dog uden at få sin debut.

### FC Roskilde
Den 31. august 2016 blev det offentliggjort, at Mouritsen skiftede til FC Roskilde.

### Lyngby Boldklub
Han skrev i juli 2018 under på en kontrakt med 1. divisionsklubben Lyngby Boldklub efter vellykket prøvetræning. Varigheden af kontrakten blev ikke oplyst.
Han fik sin officielle debut for Lyngby Boldklub i 1. division den 29. juli 2018, da han startede inde og spillede alle 90 minutter i en 1-1-kamp hjemme mod Hvidovre IF.
Han forlod klubben i sommeren 2019, da han ikke fik sin kontrakt forlænget.

### FC Roskilde
Den 7. september 2019 offentliggør FC Roskilde  at Nicklas Mouritsen vender tilbage til FC Roskilde efter at have været klubløs henover sommeren 2019.